# Kill Gil, Volumes I & II
«Kill Gil, Volumes I & II» (с англ. — «Убить Гила: Тома 1 и 2») — девятая серия восемнадцатого сезона мультсериала «Симпсоны». Впервые вышла 17 декабря 2006 года в США на телеканале «FOX».

## Сюжет
Семья Симпсонов наслаждается шоу «Krusty’s Kristmas on Ice» (с англ. — «Красти представляет Рождество на льду») на крытом катке. В представлении задействованы олень, леденец и снеговик, которые расстроены из-за зеленого монстра по имени Грампл, который наступает на других рождественских персонажей, угрожая украсть их Рождество. Во время шоу персонажи случайно натыкаются на подготовку катка к баскетбольному матчу. Все рождественские персонажи разгневаны тем, что их шоу обрывается, устраивают драку. Мардж и дети решают встать и уйти, но Гомер замечен на льду, сражается с Грамплом, требуя «вернуть Рождество».
В канун Рождества Симпсоны приходят в универмаг «Костингтонс», где грустная Лиза сидит на коленях у Санты и объясняет, что единственный настоящий подарок, который ей нужен, — это… игра «Пляжная вечеринка на Золотых Песках Малибу Стэйси», которую везде распродали. Санта-Клаус (Гил Гундерсон) жалеет Лизу и возвращается находит на складе дополнительный экземпляр игры, который он видел ранее. Обрадованная Лиза благодарит Гила. Когда Мардж и дети выходят из магазина, разгневанный мистер Костингтон выходит из своего кабинета и ругает Гила за то, что тот продал экземпляр игры, который он выделил для своей дочери, и требует, чтобы Гил вернул игру. Однако, когда Гил отказывается забрать подарок у Лизы, мистер Костингтон увольняет его. Мардж и дети становятся свидетелями этой сцены, и ей жаль Гила, поэтому она приглашает его на ужин в канун Рождества.
После ужина дома Гил и остальные члены семьи Симпсонов собираются вокруг пианино и поют песни. Закончив, Гил встаёт, чтобы уйти, однако Мардж настаивает, чтобы он остался на ночь, сославшись на то, что на улице поздно и холодно. Гил принимает предложение Мардж. В рождественское утро Гил приносит все свои вещи, предполагая, что теперь у него есть постоянное место жительство на 742 по Вечнозелёной аллее. В результате слабое поведение Гила и отсутствие работы позволяет Мардж позволить ему переехать, а Гомер слишком отвлечён повторным присутствием Грампла во дворе, чтобы уделить Гилу много внимания.
Гил начинает разрушать их праздник. Тем не менее, Мардж постоянно позволяет ему не испытывать чувства вины из-за воспоминаний детства, когда Пэтти и Сельма засунули её в свой собственный кукольный домик, когда Мардж отказалась спрятать их сигареты. В результате из-за неспособности Мардж сказать «нет» Гил почти целый год живёт в доме Симпсонов, а терпение Гомера иссякает.
Спустя одиннадцать месяцев Мардж не выдерживает и решается в конце концов выгнать Гила, но от Барта и Лизы узнаёт, что он уехал сам. Гил устроился на работу в пригороде Скотсдейла (штат Аризона), собрал вещи и уехал тем утром.
Гил становится очень успешным риелтором в Скоттсдейле. Несмотря на то, что Гил уже ушел навсегда, Мардж с этим не может смириться и хочет поехать туда, потому что она должна хоть кому-то сказать «НЕТ!» и, наконец, получить удовольствие.
После того, как Мардж проявила гнев по отношению к нему, дрожащее проявление слабости Гила позабавило других продавцов трусость Гила, а его начальник собирается уволить Гила на месте. Мардж приходит в ужас, когда понимает, что её удовольствие просто сказать «нет» стоило Гилу другой работы. Чувствуя свою вину, Симпсоны покупают дом в Скоттсдейле, чтобы Гил смог сохранить свою работу.
В новом доме Симпсоны поют колядки, а Гил на пианино играет их в песне. Во время этого семья Грампла стучится в дверь и Гомер впускает их. В конце серии и Гил, и Симпсоны и Грамплы продолжают счастливо петь свои колядки.

## Производство
Вступительная сцена специально для этой серии перепроектирована в рождественском стиле:
- В самом начале серии играет мелодия «O Christmas Tree».
- Весь город покрыт белым снегом и все в рождественских нарядах.
- Забежав в дом Гомер, бежит направо (в противоположность обычному левому боку).
- На Спрингфилдской АЭС Смитерс с мистером Бёрнсом, изображены, как призрак Джейкоба Марли и Эбенезер Скрудж соответственно; висит банер: «Весёлого Рождества!».
- Джаспер, одетый, как Санта-Клаус, стоит там, где обычно стоит Мерфи Кровавые Дёсны.
- Скейтборд Барта заменён на сноуборд.

## Культурные отсылки и интересные факты
- Серия вышла ровно через 19 лет после выхода самой первой серии мультсериала.
- Название серии — отсылка к дилогии фильмов 2003 года «Kill Bill: Volume 1 & 2» (с англ. — «Убить Билла») Квентина Тарантино.
- Персонаж «Матрица Пучи» является отсылкой к франшизе «Матрица».
- Персонаж Грампл является отсылкой к Гринчу из книги Доктора Сьюза «Как Гринч украл Рождество».
- Когда Гил готовит завтрак, он спрашивает детей: «Кто хочет яичницу а-ля Гарольд Стассен?» Когда его встречают с ошеломленными взглядами, он раскрывает изюминку: «Она всегда убегает!». Стассен баллотировался на политические должности более десятка раз, каждый раз терпя неудачу, после того, как в 1943 году он окончил свой последний пост губернатора штата Миннесота.
- Мо спрашивает Гомера, не скучает ли он по «UPN». Fox Broadcasting Company, на которой выходят «Симпсоны» владела несколькими станциями «UPN». Серия вышла через три месяца после прекращения работы сети.
- В то время, как календарь переворачивает праздники, играет песня Бинга Кросби «Happy Holiday» из фильма 1942 года «Holiday Inn».
- Во время празднования Дня святого Патрика Гил поёт песню «McNamara’s Band», ещё одну из песен Кросби.
- Гомер спрашивает, остановятся ли они в отэле «Triple Tree Resort» (с англ. — «Три дерева»). Это отсылка на бренд «Doubletree Hilton Hotels».

## Отношение критиков и публики
Во время премьеры на канале Fox серию просмотрели 8.96 млн человек.
Дэн Айверсон из IGN назвал серию «Худшой Рождественской серией „Симпсонов“», объяснив это тем, что «Сюжетная линия Гила была не единственной вещью, которая не имела смысла, поскольку продолжающаяся шутка о Грампла имела меньше смысла, чем большинство всего этого сезона». Хотя он объясняет, что, хотя эпизод не был «вовсе плохим». Он чувствовал, что есть пара комедийных моментов, чтобы сохранить шоу на плаву, таких, как уникальная вступительная сцена".
На сайте The NoHomers Club согласно голосованию большинство фанатов оценили серию на 1/5 и 2/5 со средней оценкой 2.51/5.
В 2008 году серия получила премию Гильдии сценаристов США в области анимации 2008 года.